# Paris E-Prix 2019
Der Paris E-Prix 2019 (offiziell: 2019 ABB FIA Formula E Paris E-Prix) fand am 27. April auf der Circuit des Invalides in Paris statt und war das achte Rennen der FIA-Formel-E-Meisterschaft 2018/19. Es handelte sich um den vierten Paris E-Prix.

## Bericht

### Hintergrund
Nach dem Rom E-Prix führte Jérôme D’Ambrosio in der Fahrerwertung mit einem Punkt vor António Félix da Costa und mit drei Punkten vor André Lotterer. In der Teamwertung hatte  DS Techeetah sieben Punkte Vorsprung auf Virgin Racing und 14 Punkte Vorsprung auf Audi Sport ABT Schaeffler.
Entgegen der ursprünglichen Planung ersetzte Maximilian Günther bei Dragon Racing erneut Felipe Nasr, da der in der FIA-Formel-E-Meisterschaft punktelose Nasr sich auf das bevorstehende Rennen in der IMSA WeatherTech SportsCar Championship vorbereiten will.
Mit Sébastien Buemi, Lucas di Grassi und Jean-Éric Vergne traten alle drei bisherigen Sieger zu diesem Rennen an.

### Training
Im ersten freien Training, das auf nasser Strecke stattfand, fuhr Lotterer mit einer Rundenzeit von 1:10,667 Minuten die Bestzeit vor Buemi und Oliver Rowland. Das Training wurde nach einem Unfall von Robin Frijns unterbrochen und nach einem weiteren Unfall von Sam Bird wenige Minuten vor dem Ende abgebrochen.

### Qualifying
Das Qualifying begann um 12:00 Uhr und fand in vier Gruppen zu je fünf oder sechs Fahrern statt, jede Gruppe hatte sechs Minuten Zeit, in der die Piloten maximal eine gezeitete Runde mit einer Leistung 200 kW und anschließend maximal eine gezeitete Runde mit einer Leistung von 250 kW fahren durften. Rowland war mit einer Rundenzeit von 1:00,450 Minuten Schnellster. 
Die sechs schnellsten Fahrer fuhren anschließend im Superpole genannten Einzelzeitfahren die ersten sechs Positionen aus. Pascal Wehrlein sicherte sich mit einer Rundenzeit von 1:00,383 Minuten die Pole-Position. Die weiteren Positionen belegten Rowland, Buemi, Frijns, Felipe Massa und D’Ambrosio.
Nach dem Qualifying wurden die beiden Mahindra-Piloten disqualifiziert, da der Reifendruck an ihren Fahrzeugen zu niedrig war. Rowland erhielt somit die drei Punkte für die Pole-Position.

### Rennen
Das Rennen ging über eine Zeit von 45 Minuten zuzüglich einer Runde. Jeder Fahrer musste den Attack-Mode zweimal aktivieren, nach der Aktivierung leistete das Fahrzeug für eine Zeit von vier Minuten maximal 225 kW statt 200 kW.
Frijns gewann das Rennen vor Lotterer und Daniel Abt. Die restlichen Punkteplatzierungen belegten di Grassi, Günther, Vergne, Félix da Costa, Gary Paffett, Massa und Wehrlein. Der Punkt für die schnellste Rennrunde unter den ersten Zehn ging an Frijns.

## Meldeliste
Alle Teams und Fahrer verwendeten Reifen von Michelin.
| Team                                     | Fahrzeug           | Nr. | Fahrer                 |
| ---------------------------------------- | ------------------ | --- | ---------------------- |
| Audi Sport ABT Schaeffler Formula E Team | Audi e-tron FE05   | 11  | Lucas di Grassi        |
| Audi Sport ABT Schaeffler Formula E Team | Audi e-tron FE05   | 66  | Daniel Abt             |
| DS Techeetah                             | DS E-Tense FE 19   | 25  | Jean-Éric Vergne       |
| DS Techeetah                             | DS E-Tense FE 19   | 36  | André Lotterer         |
| Envision Virgin Racing                   | Audi e-tron FE05   | 02  | Sam Bird               |
| Envision Virgin Racing                   | Audi e-tron FE05   | 04  | Robin Frijns           |
| Mahindra Racing                          | Mahindra M5Electro | 64  | Jérôme D’Ambrosio      |
| Mahindra Racing                          | Mahindra M5Electro | 94  | Pascal Wehrlein        |
| Nissan e.dams                            | Nissan IM01        | 22  | Oliver Rowland         |
| Nissan e.dams                            | Nissan IM01        | 23  | Sébastien Buemi        |
| Panasonic Jaguar Racing                  | Jaguar I-Type III  | 03  | Alex Lynn              |
| Panasonic Jaguar Racing                  | Jaguar I-Type III  | 20  | Mitch Evans            |
| Venturi Formula E Team                   | Venturi VFE05      | 19  | Felipe Massa           |
| Venturi Formula E Team                   | Venturi VFE05      | 48  | Edoardo Mortara        |
| NIO Formula E Team                       | NIO Sport 004      | 08  | Tom Dillmann           |
| NIO Formula E Team                       | NIO Sport 004      | 16  | Oliver Turvey          |
| Geox Dragon                              | PENSKE EV-3        | 06  | Maximilian Günther     |
| Geox Dragon                              | PENSKE EV-3        | 07  | José María López       |
| BMW i Andretti Motorsport                | BMW iFE.18         | 27  | Alexander Sims         |
| BMW i Andretti Motorsport                | BMW iFE.18         | 28  | António Félix da Costa |
| HWA Racelab                              | Venturi VFE05      | 05  | Stoffel Vandoorne      |
| HWA Racelab                              | Venturi VFE05      | 17  | Gary Paffett           |

## Klassifikationen

### Qualifying
| Pos.                                                                   | Fahrer                 | Team                                     | Zeit       | Superpole  | Start |
| ---------------------------------------------------------------------- | ---------------------- | ---------------------------------------- | ---------- | ---------- | ----- |
| 01                                                                     | Oliver Rowland         | Nissan e.dams                            | 1:00,450   | 1:00,535   | 01    |
| 02                                                                     | Sébastien Buemi        | Nissan e.dams                            | 1:00,574   | 1:00,768   | 02    |
| 03                                                                     | Robin Frijns           | Envision Virgin Racing                   | 1:00,583   | 1:00,793   | 03    |
| 04                                                                     | Felipe Massa           | Venturi Formula E Team                   | 1:00,709   | 1:01,217   | 04    |
| 05                                                                     | Maximilian Günther     | Geox Dragon                              | 1:00,719   | –          | 05    |
| 06                                                                     | André Lotterer         | DS Techeetah                             | 1:00,738   | –          | 06    |
| 07                                                                     | Daniel Abt             | Audi Sport ABT Schaeffler Formula E Team | 1:00,739   | –          | 07    |
| 08                                                                     | Lucas di Grassi        | Audi Sport ABT Schaeffler Formula E Team | 1:00,761   | –          | 08    |
| 09                                                                     | Tom Dillmann           | NIO Formula E Team                       | 1:00,784   | –          | 09    |
| 10                                                                     | Edoardo Mortara        | Venturi Formula E Team                   | 1:00,801   | –          | 10    |
| 11                                                                     | Oliver Turvey          | NIO Formula E Team                       | 1:00,876   | –          | 11    |
| 12                                                                     | Jean-Éric Vergne       | DS Techeetah                             | 1:00,886   | –          | 12    |
| 13                                                                     | Sam Bird               | Envision Virgin Racing                   | 1:00,928   | –          | 13    |
| 14                                                                     | António Félix da Costa | BMW i Andretti Motorsport                | 1:00,952   | –          | 14    |
| 15                                                                     | Alex Lynn              | Panasonic Jaguar Racing                  | 1:01,012   | –          | 15    |
| 16                                                                     | Alexander Sims         | BMW i Andretti Motorsport                | 1:01,037   | –          | 16    |
| 17                                                                     | Gary Paffett           | HWA Racelab                              | 1:01,135   | –          | 17    |
| 18                                                                     | Mitch Evans            | Panasonic Jaguar Racing                  | 1:01,243   | –          | 18    |
| 19                                                                     | Stoffel Vandoorne      | HWA Racelab                              | 1:01,471   | –          | 19    |
| 110-Prozent-Zeit: 1:06,495 min (bezogen auf Bestzeit von 1:00,450 min) |                        |                                          |            |            |       |
| 20                                                                     | José María López       | Geox Dragon                              | 1:07,494   | –          | 20    |
| –                                                                      | Jérôme D’Ambrosio      | Mahindra Racing                          | keine Zeit | keine Zeit | 21    |
| –                                                                      | Pascal Wehrlein        | Mahindra Racing                          | keine Zeit | keine Zeit | 22    |

Anmerkungen
1. ↑  López wurde erlaubt zu starten, da er im freien Training ausreichend schnell gewesen war.
2. ↑  D’Ambrosio wurde disqualifiziert, da der Reifendruck an seinem Wagen zu niedrig war.
3. ↑  Wehrlein wurde disqualifiziert, da der Reifendruck an seinem Wagen zu niedrig war.

### Rennen
| Pos. | Fahrer                 | Team                                     | Runden | Zeit       | Start | Schnellste Runde |
| ---- | ---------------------- | ---------------------------------------- | ------ | ---------- | ----- | ---------------- |
| 01   | Robin Frijns           | Envision Virgin Racing                   | 32     | 47:50,510  | 03    | 1:02,922 (08.)   |
| 02   | André Lotterer         | DS Techeetah                             | 32     | + 1,373    | 06    | 1:02,947 (02.)   |
| 03   | Daniel Abt             | Audi Sport ABT Schaeffler Formula E Team | 32     | + 3,175    | 07    | 1:03,221 (10.)   |
| 04   | Lucas di Grassi        | Audi Sport ABT Schaeffler Formula E Team | 32     | + 3,666    | 08    | 1:03,113 (09.)   |
| 05   | Maximilian Günther     | Geox Dragon                              | 32     | + 5,456    | 05    | 1:03,090 (10.)   |
| 06   | Jean-Éric Vergne       | DS Techeetah                             | 32     | + 6,694    | 12    | 1:03,286 (07.)   |
| 07   | António Félix da Costa | BMW i Andretti Motorsport                | 32     | + 7,238    | 14    | 1:03,110 (05.)   |
| 08   | Gary Paffett           | HWA Racelab                              | 32     | + 7,901    | 17    | 1:03,098 (07.)   |
| 09   | Felipe Massa           | Venturi Formula E Team                   | 32     | + 10,522   | 04    | 1:02,976 (08.)   |
| 10   | Pascal Wehrlein        | Mahindra Racing                          | 32     | + 10,998   | 22    | 1:03,153 (10.)   |
| 11   | Sam Bird               | Envision Virgin Racing                   | 32     | + 11,488   | 13    | 1:03,272 (07.)   |
| 12   | Oliver Rowland         | Nissan e.dams                            | 32     | + 19,451   | 01    | 1:02,858 (07.)   |
| 13   | José María López       | Geox Dragon                              | 32     | + 24,023   | 20    | 1:03,128 (06.)   |
| 14   | Oliver Turvey          | NIO Formula E Team                       | 32     | + 1:22,226 | 11    | 1:03,314 (10.)   |
| 15   | Sébastien Buemi        | Nissan e.dams                            | 31     | DNF        | 02    | 1:02,852 (08.)   |
| 16   | Mitch Evans            | Panasonic Jaguar Racing                  | 31     | DNF        | 18    | 1:02,850 (08.)   |
| 17   | Jérôme D’Ambrosio      | Mahindra Racing                          | 29     | DNF        | 21    | 1:03,004 (08.)   |
| –    | Alex Lynn              | Panasonic Jaguar Racing                  | 23     | DNF        | 15    | 1:03,142 (07.)   |
| –    | Edoardo Mortara        | Venturi Formula E Team                   | 23     | DNF        | 10    | 1:03,089 (10.)   |
| –    | Alexander Sims         | BMW i Andretti Motorsport                | 18     | DNF        | 16    | 1:03,148 (06.)   |
| –    | Stoffel Vandoorne      | HWA Racelab                              | 18     | DNF        | 19    | 1:02,870 (08.)   |
| –    | Tom Dillmann           | NIO Formula E Team                       | 17     | DNF        | 09    | 1:02,780 (10.)   |

Anmerkungen
1. ↑  D’Ambrosio erhielt eine Zeitstrafe von fünf Sekunden, weil er den Attack-Mode zu früh benutzte.

## Meisterschaftsstände nach dem Rennen
Die ersten Zehn des Rennens bekamen 25, 18, 15, 12, 10, 8, 6, 4, 2 bzw. 1 Punkt(e). Zusätzlich gab es drei Punkte für die Pole-Position und einen Punkt für den Fahrer unter den ersten Zehn, der die schnellste Rennrunde erzielte.

### Fahrerwertung
| Pos. | Fahrer                 | Team                                     | Punkte |
| ---- | ---------------------- | ---------------------------------------- | ------ |
| 01   | Robin Frijns           | Envision Virgin Racing                   | 81     |
| 02   | André Lotterer         | DS Techeetah                             | 80     |
| 03   | António Félix da Costa | BMW i Andretti Motorsport                | 70     |
| 04   | Lucas di Grassi        | Audi Sport ABT Schaeffler Formula E Team | 70     |
| 05   | Jérôme D’Ambrosio      | Mahindra Racing                          | 65     |
| 06   | Jean-Éric Vergne       | DS Techeetah                             | 62     |
| 07   | Mitch Evans            | Panasonic Jaguar Racing                  | 61     |
| 08   | Daniel Abt             | Audi Sport ABT Schaeffler Formula E Team | 59     |
| 09   | Sam Bird               | Envision Virgin Racing                   | 54     |
| 10   | Edoardo Mortara        | Venturi Formula E Team                   | 52     |
| 11   | Pascal Wehrlein        | Mahindra Racing                          | 38     |
| 12   | Oliver Rowland         | Nissan e.dams                            | 38     |

| Pos. | Fahrer             | Team                      | Punkte |
| ---- | ------------------ | ------------------------- | ------ |
| 13   | Sébastien Buemi    | Nissan e.dams             | 34     |
| 14   | Stoffel Vandoorne  | HWA Racelab               | 18     |
| 15   | Alexander Sims     | BMW i Andretti Motorsport | 18     |
| 16   | Felipe Massa       | Venturi Formula E Team    | 17     |
| 17   | Maximilian Günther | Geox Dragon               | 10     |
| 18   | Gary Paffett       | HWA Racelab               | 8      |
| 19   | Oliver Turvey      | NIO Formula E Team        | 6      |
| 20   | José María López   | Geox Dragon               | 2      |
| 21   | Nelson Piquet jr.  | Panasonic Jaguar Racing   | 1      |
| 22   | Tom Dillmann       | NIO Formula E Team        | 0      |
| 23   | Felipe Nasr        | Geox Dragon               | 0      |
| –    | Felix Rosenqvist   | Mahindra Racing           | 0      |

### Teamwertung
| Pos. | Team                                     | Punkte |
| ---- | ---------------------------------------- | ------ |
| 01   | DS Techeetah                             | 142    |
| 02   | Envision Virgin Racing                   | 135    |
| 03   | Audi Sport ABT Schaeffler Formula E Team | 129    |
| 04   | Mahindra Racing                          | 103    |
| 05   | BMW i Andretti Motorsport                | 88     |
| 06   | Venturi Formula E Team                   | 69     |

| Pos. | Team                    | Punkte |
| ---- | ----------------------- | ------ |
| 07   | Nissan e.dams           | 68     |
| 08   | Panasonic Jaguar Racing | 62     |
| 09   | HWA Racelab             | 26     |
| 10   | Geox Dragon             | 12     |
| 11   | NIO Formula E Team      | 6      |